# Vălci Dol
Vălci Dol (în bulgară Вълчи дол; nume vechi: Kurt Dere) este un oraș în partea de nord-est a Bulgariei. Aparține de  Obștina Vălci Dol, Regiunea Varna. Declarat oraș în 1974.

## Demografie
Componența etnică a orașului Vălci Dol
     Turci (1,98%)
     Bulgari (67,78%)
     Romi (4,08%)
     Nicio identificare (25,98%)
     Altele (0,15%)
La recensământul din 2011, populația orașului Vălci Dol era de 3.179 locuitori. Din punct de vedere etnic, majoritatea locuitorilor (67,78%) erau bulgari, existând și minorități de romi (4,08%) și turci (1,98%). Pentru 25,98% din locuitori nu este cunoscută apartenența etnică.